# Cabeza/Quemado
Cabeza/Quemado es una reedición promocional que reúne el primer y el segundo disco de Pez, grupo de rock argentino, en un solo álbum doble. Fue editado en junio de 2000 como parte de la promoción del sello Azione Artigianale, que el grupo ideara para difundir su material.
La única novedad del disco la constituye el arte, diseñado por el diseñador gráfico Hernán Archivado el 22 de marzo de 2007 en Wayback Machine. y con fotografías del propio Hernán y de Ariel Minimal. La edición inicial y única se agotó y a la fecha no existen planes de reedición, ya que ambos discos se han editado por separado nuevamente.

## Canciones

### Disco 1:Cabeza
1. «Rompe El Alba» (0:47)
  - Letra: Ariel Minimal
  - Música: Ariel Minimal, Pablo Poli Barbieri, Alejandro Alez Barbieri
2. «Lo Que Se Ve No Es Lo Real» (4:00)
  - Letra: Ariel Minimal
  - Música: Ariel Minimal, Pablo Poli Barbieri, Alejandro Alez Barbieri
3. «Introducción/Declaración/Adivinanza» (3:33)
  - Letra: Ariel Minimal
  - Música: Ariel Minimal, Pablo Poli Barbieri, Alejandro Alez Barbieri
4. «...Y El Barco Se Llama Ganga Yamuna» (2:52)
  - Letra: Ariel Minimal
  - Música: Ariel Minimal, Pablo Poli Barbieri, Alejandro Alez Barbieri
5. «Edificios (Cavernas 2)» (3:03)
  - Letra: Ariel Minimal
  - Música: Ariel Minimal, Pablo Poli Barbieri, Alejandro Alez Barbieri
6. «Talismán» (3:36)
  - Letra: Ariel Minimal
  - Música: Ariel Minimal, Pablo Poli Barbieri, Alejandro Alez Barbieri, Mariano Esain
7. «Cortapescuezos» (6:03)
  - Letra: Ariel Minimal
  - Música: Ariel Minimal, Pablo Poli Barbieri, Alejandro Alez Barbieri
8. «Pensar En Nada» (4:05)
  - Letra y música : León Gieco
9. «Dios No Existe» (0:58)
  - Letra: Ariel Minimal
  - Música: Ariel Minimal, Pablo Poli Barbieri, Alejandro Alez Barbieri
10. «Creo Firmemente En La Reencarnación Y En Mi Próxima Vida Seré Una Hamburguesa Con Queso» (4:47)
  - Letra: Ariel Minimal
  - Música: Ariel Minimal, Pablo Poli Barbieri, Alejandro Alez Barbieri
11. «Cae Y Nada Pasa» (2:49)
  - Letra: Ariel Minimal
  - Música: Ariel Minimal, Pablo Poli Barbieri, Alejandro Alez Barbieri
12. «La Alma De Ana» (4:20)
  - Letra: Ariel Minimal
  - Música: Ariel Minimal, Pablo Poli Barbieri, Alejandro Alez Barbieri
13. «El Hombre Al Que Nada Perturba» (3:33)
  - Letra: Ariel Minimal
  - Música: Ariel Minimal, Pablo Poli Barbieri, Alejandro Alez Barbieri
14. «Rompo Tu Piel De Asno» (3:30)
  - Letra: Ariel Minimal
  - Música: Ariel Minimal, Pablo Poli Barbieri, Alejandro Alez Barbieri

### Disco 2:Quemado
1. «Melodía Maldita Y La Música Del Orto» (3:26)
  - Música: Ariel Minimal, Franco Salvador
2. «Fuerza» (3:37)
  - Letra y música: Ariel Minimal
3. «No Mi Corazón Coraza» (2:40)
  - Letra y música: Ariel Minimal
4. «Nubes Toman Formas Tontas» (2:53)
  - Letra y música: Ariel Minimal
5. «Muralla China» (3:10)
  - Música: Astor Piazzolla
6. «Queseaelvientoelquenferme» (4:28)
  - Letra y música: Ariel Minimal
7. «Siete» (7:00)
  - Letra y música: Ariel Minimal
8. «¿Rindiéndole Cuentas A Quién?» (4:46)
  - Letra: Ariel Minimal
  - Música: Iris G. Auteri, Ariel Minimal
9. «Todo Es Fuego» (4:56)
  - Letra y música: Ariel Minimal
10. «Aún» (1:08)
  - Letra y música: Ariel Minimal
11. «El Agua Es Eléctrico» (1:30)
  - Letra: Hernán
  - Música: Ariel Minimal
12. «(Seco)» (7:40)
  - Letra: Hernán
  - Música: Iris G. Auteri
13. «Cabeza De Departamento» (3:13)
  - Letra: Ariel Minimal
  - Música: Franco Salvador, Iris G. Auteri, Ariel Minimal
14. «Tan Marcado Ya» (6:34)
  - Letra: Ariel Minimal
  - Música: Iris G. Auteri
15. «Tan Quemado Ya» (1:53)
  - Letra y música: Ariel Minimal
16. «Lo Que Cuenta» (2:29)
  - Letra y música: Ariel Minimal
17. «Pedazo De Música Para Escuchar Antes De Iniciar Un Extenso Viaje A Través De La Galaxia A Bordo De Un Barco Llamado Ganga Yamuna» (2:26)
  - Música: Ariel Minimal, Pablo Poli Barbieri, Alejandro Alez Barbieri
18. «La Lucha De Los Luchadores» (4:46)
  - Música: Franco Salvador
19. «Pequeño Adelanto De Magia» (1:52)
  - Letra y música: Ariel Minimal

## Personal

### Cabeza

#### Pez
- Ariel Minimal: voz, guitarras y coros
- Pablo Poli Barbieri: batería, percusión y coros
- Alejandro Alez Barbieri: bajo y coros

#### Músicos invitados
- Mariano Esain: coros
- Gustavo Fósforo García: coros

### Quemado

#### Pez
- Ariel Minimal: voz, guitarra eléctrica, guitarra acústica y guitarra melódica
- Iris Gabriela Auteri: bajo, piano, castañuelas y coros
- Franco Salvador: batería y percusión

#### Músicos invitados
- Palo Pandolfo: voz en "Nubes Toman Formas Tontas"
- Ramón Horihuela: sintetizador en "Muralla China" y "(Seco)"
- Chino Rodríguez: trompeta en "Siete"
- Negro Rueda: percusión en "Siete" y "Tan Quemado Ya"
- Fernando Minimal: palmas en "El Agua Es Eléctrico"
- Hernán: recitado en "(Seco)"
- Gabo Ferro: voz en "(Seco)"
- Miguelo: voz en "(Seco)"
- Gastón Vandam: guitarra en "Tan Marcado Ya"
- Adrián Outeda: voz en "Tan Marcado Ya"
- Alejandro Varela: sitar en "Pedazo De Música Para Escuchar..."

## Datos
- Esta reedición eliminó el interesante arte original de Quemado: un libro de 24 páginas en blanco y negro y tapa y contratapa en color, una página dedicada a cada canción. En ellas, las letras habían sido escritas a mano por Ariel Minimal y poesía por Hernán, salvo en aquellas en las que éste es el autor de las letras (Minimal agrega una poesía). En 2004, Hernán publicó una copia a todo color del libro en un sitio llamado Quemado 2004.

- Datos: Q6399812